# 布埃什蒂鄉
44°32′N 27°11′E / 44.533°N 27.183°E
布埃什蒂鄉（羅馬尼亞語：Buești, Ialomița），是羅馬尼亞的鄉份，位於該國南部，由雅洛米察縣負責管轄，處於布加勒斯特以東90公里，每年平均降雨量915毫米，海拔高度56米，2007年人口1,182。